# Eduardo Escobedo
Eduardo Felipe Escobedo Mateo (Città del Messico, 8 febbraio 1984) è un pugile messicano.
Soprannominato "Canilla", ha un record attuale di 25-3 (con 18 successi prima del limite).